# Бая-де-Ф'єр (комуна)
Бая-де-Ф'єр (рум. Baia de Fier) — комуна у повіті Горж в Румунії. До складу комуни входять такі села (дані про населення за 2002 рік):
- Бая-де-Ф'єр (3523 особи) — адміністративний центр комуни
- Чернедія (855 осіб)

Комуна розташована на відстані 200 км на північний захід від Бухареста, 41 км на схід від Тиргу-Жіу, 94 км на північ від Крайови.

## Населення
За даними перепису населення 2002 року у комуні проживали 4378 осіб.
Національний склад населення комуни:
| Національність | Кількість осіб | Відсоток |
| -------------- | -------------- | -------- |
| румуни         | 4357           | 99,5%    |
| цигани         | 18             | 0,4%     |
| угорці         | 3              | 0,1%     |

Рідною мовою назвали:
| Мова      | Кількість осіб | Відсоток |
| --------- | -------------- | -------- |
| румунська | 4367           | 99,7%    |
| угорська  | 6              | 0,1%     |
| циганська | 5              | 0,1%     |

Склад населення комуни за віросповіданням:
| Релігія       | Кількість осіб | Відсоток |
| ------------- | -------------- | -------- |
| православні   | 4368           | 99,8%    |
| адвентисти    | 8              | 0,2%     |
| римо-католики | 2              | < 0,1%   |